# Jack Albertson
Jack Albertson (16 de juny de 1907, Malden, Massachusetts - 25 de novembre de 1981, Hollywood Hills, Califòrnia, Estats Units) va ser un actor estatunidenc.

## Biografia
Albertson va néixer a Malden (Massachusetts). Els seus pares, jueus, eren Flora Craft, immigrant russa, i Leo Albertson, immigrant polonès. Va tenir una germana, Mabel Albertson, també actriu. Albertson va deixar els estudis i va viatjar a Nova York en un intent de fer-se un lloc al món de l'espectacle. Al principi no disposava de diners per allotjar-se, per la qual cosa a l'hivern dormia en el metro de la Interborough Rapid Transit Company. A l'estiu dormia a Central Park. El seu primer treball real a l'espectacle va ser amb una companyia de vodevil itinerant, la Dancing Verselle Sisters.
Albertson aviat va treballar en el gènere burlesc com a ballarí i actuant al costat de Phil Silvers en una parella còmica en el Minsky's Burlesque Circuit’. A més del vodevil i el burlesc, va actuar en l'escena en moltes obres de Broadway, incloent High Button Shoes, Top Banana, The Cradle Will Rock, Make Mini Manhattan, Show Boat, Boy Meets Girl, Girl Crazy, Meet the People, The Sunshine Boys (per la qual va rebre una nominació al Tony com a millor actor, i The Subject was Roses (pel qual va guanyar un Tony al Millor actor secundari). També va ser conegut per dos programes de ràdio, Just Plain Bill i The Jack Albertson Comedy Show.
Jack Albertson també va tenir una carrera cinematogràfica prolífica, gairebé tota ella realitzant papers secundaris i va aconseguir l'Oscar al millor actor secundari per The Subject Was Roses.

## Filmografia
- 1947: Post Office mail sorter next to Lou
- 1954: Top Banana: Vic Davis
- 1955: Bring Your Smile Along: Jenson
- 1956: Over-Exposed: Les Bauer
- 1956: Més dura serà la caiguda (The Harder They Fall): Pop
- 1956: La història d'Eddy Duchin (The Eddy Duchin Story): Pianista
- 1956: You Can't Run Away from It: Tercer propritari
- 1956: The Unguarded Moment: Prof
- 1957: Víctima de la droga (Monkey on My Back): Sam Pian
- 1957: L'home de les mil cares (Man of a Thousand Faces): Dr. J. Wilson Shields
- 1957: Don't Go Near the Water: Rep. George Jansen
- 1958: Teacher's Pet: Guide
- 1957: The Thin Man (sèrie TV): Tinent Harry Evans (1958-1959)
- 1959: Never Steal Anything Small: Sleep-Out Charlie
- 1959: The Shaggy Dog: Periodista
- 1960: The Slowest Gun in the West (TV): Carl Dexter
- 1961: The George Raft Story: Milton
- 1961: Lover Come Back: Fred
- 1962: Room for One More (sèrie TV): Walter Burton
- 1962: Convicts 4: Art Teacher
- 1962: Ensign O'Toole (sèrie TV): Tinent Cmdr. Virgil Stoner
- 1962: Ajust matrimonial (Period of Adjustment): Desk Sergeant
- 1962: Trampa al meu marit (Who's got the action ?): Hodges
- 1962: Dies de vi i roses (Days of Wine and Roses): Trayner
- 1963: Son of Flubber: Mr. Barley
- 1964: Kissin' Cousins: Capità Robert Jason Salbo
- 1964: A Tiger Walks: Sam Grant
- 1964: The Patsy: Theatergoer with Helen
- 1964: Roustabout: Lou
- 1965: Com matar la pròpia dona (How to Murder Your Wife): Dr. Bentley
- 1967: The Flim-Flam Man: Mr. Packard
- 1968: How to Save a Marriage (And Ruin Your Life): Mr. Slotkin
- 1968: The Subject Was Roses: John Cleary
- 1969: Changes: El Pare
- 1969: Justine: Cohen
- 1969: The Monk (TV): Tinker
- 1969: CBS Playhouse: Sadbird (TV)
- 1970: Squeeze a Flower: Alfredo Brazzi
- 1970: A Clear and Present Danger (TV): Dr. Chanute
- 1970: Rabbit, Run: Marty Tothero
- 1971: Un món de fantasia (Willy Wonka & the Chocolate Factory): Avi Joe
- 1971: Once Upon a Dead Man (TV): Cap Andy Yeakel
- 1971: Congratulations, It's a Boy! (TV): Al Gaines
- 1971: Lock, Stock and Barrel (TV): Brucker
- 1971: The Late Liz: Reverend Gordon Rogers
- 1971: Dr. Simon Locke (sèrie TV): Dr. Andrew Sellers (1971-1972)
- 1972: Pickup on 101: Hobo
- 1972: L'aventura del Posidó (The Poseidon Adventure): Manny Rosen
- 1974: Chico and the Man (sèrie TV): Ed Brown (1974-1978)
- 1978: The Comedy Company (TV): Barney Bailey
- 1978: Grandpa Goes to Washington (sèrie TV): Senador Joe Kelley
- 1979: Valentine (TV): Pete Ferguson
- 1980: Marriage Is Alive and Well (TV): Manny Wax
- 1980: Uptown: A Tribute to the Apollo Theatre (TV): Frank Schiffman
- 1981: Morts i enterrats (Dead & Buried): William G. Dobbs
- 1981: The Fox and the Hound: Hunter (Amos Slade) (veu)
- 1981: Charlie and the Great Balloon Chase (TV): Charlie Bartlett
- 1982: My Body, My Child (TV): Poppa MacMahon
- 1982: Terror at Alcatraz (TV): George 'Deacon' Wheeler
- 1983: Grandpa, Will You Run with Me? (TV)

## Premis
- Oscar al millor actor secundari el 1968 per a The Subject Was Roses.
- Premi Emmy al millor actor en una sèrie d'humor el 1976 per a Chico and The Man.